# Paramenty kościelne

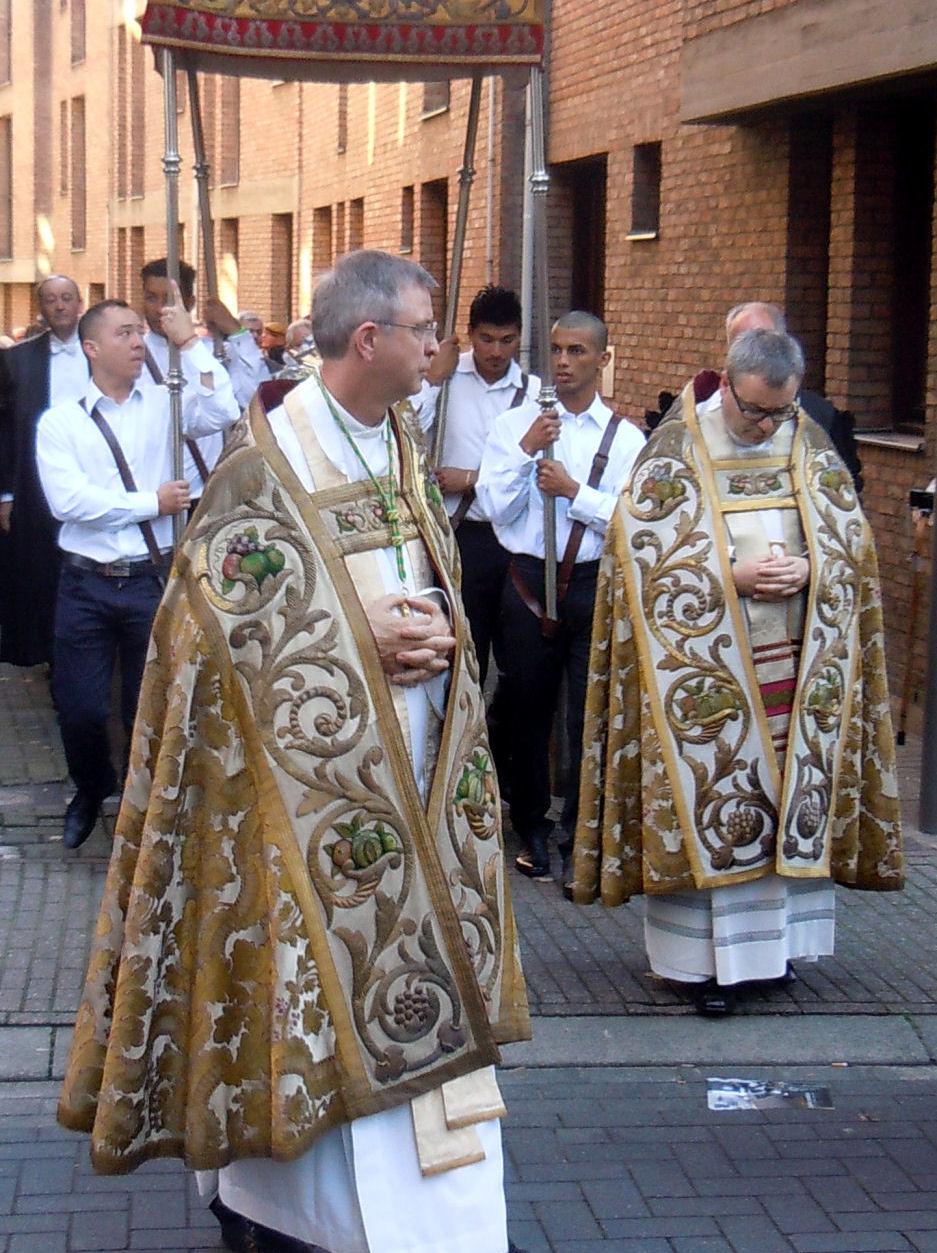
Procesja

Paramenty kościelne (łac. paramentum, 'ozdoba', od parare, 'przygotowac'; l.mn. paramenty) – przedmioty przeznaczone do sprawowania liturgii, używane w przestrzeni sakralnej (w kościołach, ale też np. w czasie procesji czy na cmentarzu). Współcześnie termin odnosi się do szat liturgicznych, pierwotnie były to również sprzęty kościelne.